# 1225 هـ
1225 هـ هي سنة في التقويم الهجري امتدت مقابلةً في التقويم الميلادي بين سنتي 1810 و1811.

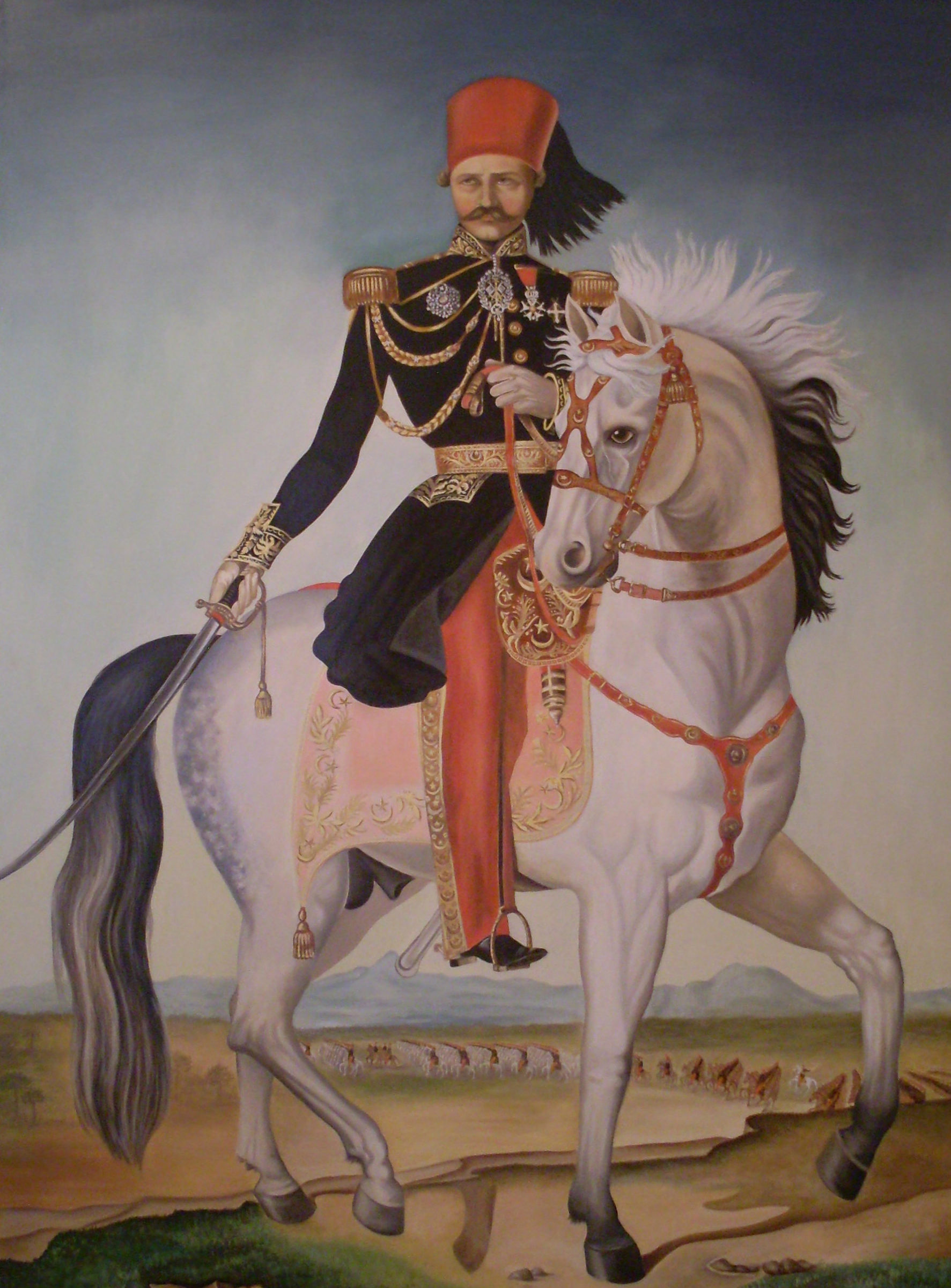
خير الدين التونسي

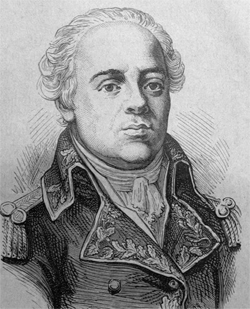
جاك فرانسوا مينو

## أحداث
- الإمام سعود بن عبد العزيز بن محمد يقوم بتوسعة المسجد الحرام وانتهت التوسعة بعد ثلاث سنوات.

## مواليد
- الحسن بن زين بن سيدي سليمان
- خير الدين التونسي
- تركي بن حميد

## وفيات
- ابن نظام الدين اللكنوي
- جاك فرانسوا مينو
- دومباي
- حسين بن أبي بكر بن غنام